# Тысячелетний сокол

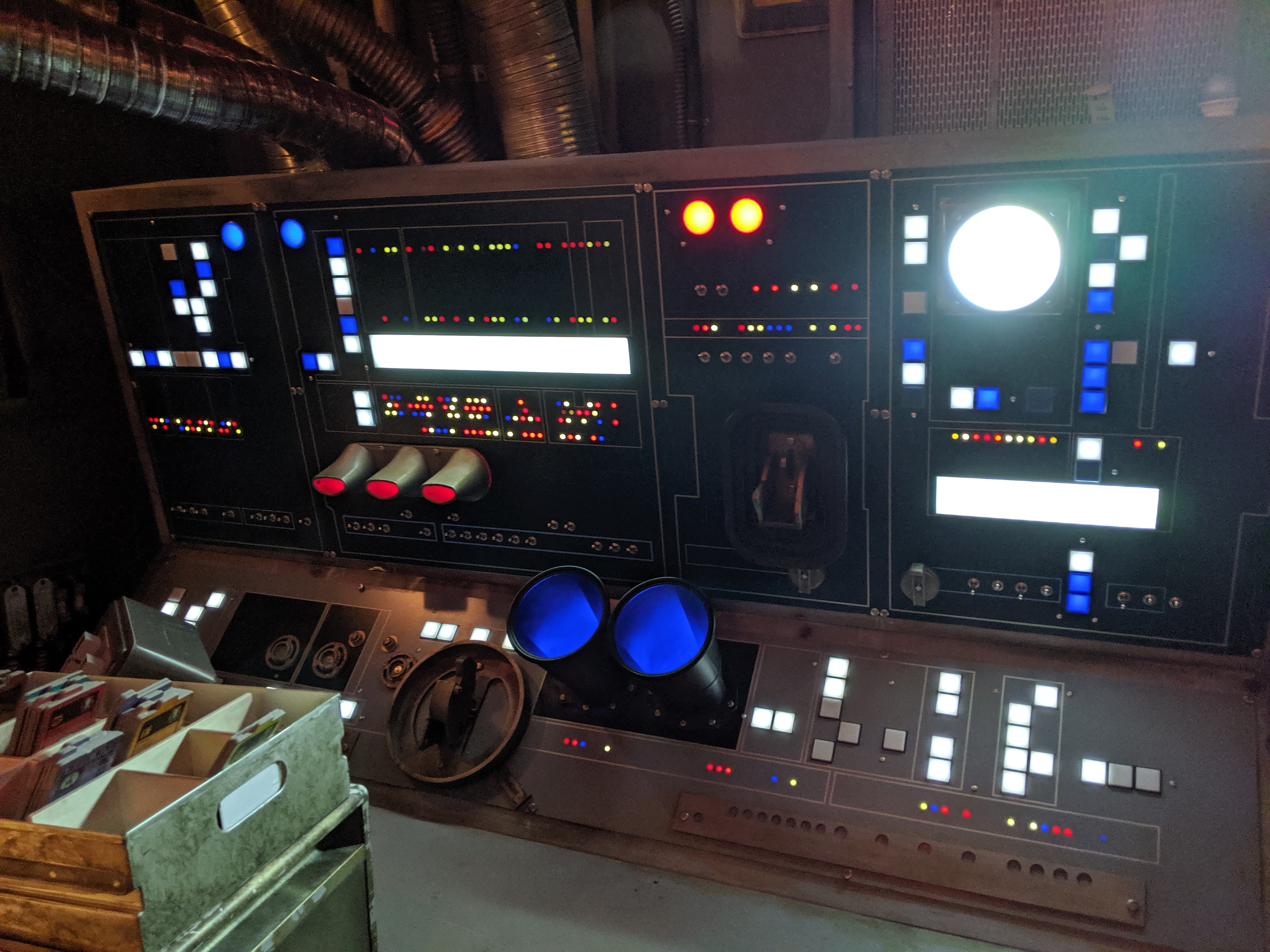
Один из фото интерьера "Сокола Тысячелетия" находящегося в Диснейленде

«Тысячелетний сокол» (англ. Millennium Falcon) — вымышленный космический корабль во вселенной «Звёздных войн», пилотировавшийся Ханом Соло и его помощником Чубаккой.
Изначально капитаном «Сокола» считался Лэндо Калриссиан, но из-за проигрыша в честной игре, как утверждал Хан Соло в V эпизоде, он стал обладателем корабля и звания капитана.
Фигурирует в фильме про Хана Соло, а также в IV, V, VI, VII, VIII и IX эпизодах киносаги «Звёздные войны» (также на несколько мгновений появляется в III эпизоде), кроме того присутствует в телефильме «Звездные войны: праздничный спецвыпуск», а также во многих комиксах, журналах и книгах о вселенной «Звёздных войн».

## Создание
По словам создателя «Звёздных войн» Джорджа Лукаса, дизайн «Тысячелетнего сокола» был вдохновлён гамбургером, при этом кабина должна выглядеть «оливкой», прилипшей сбоку. Корабль изначально имел более удлинённую форму, но из-за сходства с кораблями из научно-фантастического телесериала «Space: 1999» Лукасу было предложено изменить дизайн. Первоначальная же модель с некоторыми изменениями использовалась в качестве корабля принцессы Леи — «Tantive IV».
Макет корабля для фильма «Эпизод V: Империя наносит ответный удар» был построен в ангаре, принадлежащем компании Marcon Fabrications, в городе Пембрук-Док в западном Уэльсе. После завершения строительства макет весил более 23 тонн и был снабжен компрессором для создания воздушной подушки, чтобы его можно было передвигать.
Специально для съёмок фильма «Звёздные войны: Пробуждение силы» режиссёр Дж. Дж. Абрамс принял решение построить в мельчайших деталях космический корабль «Тысячелетний сокол». Корабль был воссоздан в масштабе 1:1, то есть в натуральную величину, а также полностью обустроен внутри.

## История
До того, как стать «Тысячелетним соколом», этот корабль был обычным коррелианским грузовиком, выигранным в саббак Лэндо Калриссианом. Лэндо почти полностью изменил грузовик, сделав множество модификаций, в том числе установив гипердвигатель. Однажды на Беспин прибыл Хан Соло и, поставив против Калриссиана, выиграл «Сокол». Внеся ещё несколько значительных изменений, Соло начал проворачивать аферы с контрабандой вместе со своим штурманом и старпомом — вуки Чубаккой.
Джабба Хатт много раз отчитывал Соло за то, что последний сбрасывал груз, едва завидев «Звёздный разрушитель» имперцев, но долго прощал его, так как Соло был фаворитом Джаббы. Однако в конце концов терпение Джаббы кончилось, и он решил реквизировать корабль Соло. Вот тогда-то Соло и встретил судьбоносных клиентов: Люка Скайуокера и Оби-Вана Кеноби. Он отдал Джаббе корабль в залог, рассчитывая на последующую выплату. Не вернув Джаббе долг, Соло стал самым разыскиваемым наёмником, и ему больше ничего не оставалось, как стать повстанцем. Вернувшись на Беспин, Хан обнаружил Калриссиана уже не бедняком, а настоящим магнатом по добыче газа тибанна. В дальнейшем он узнал, что Лэндо не по своей воле заключил договор с Дартом Вейдером, и в результате был заморожен в карбоните и отдан охотнику за головами, который доставил его Хатту, пополнив его коллекцию. В VI эпизоде Соло был разморожен принцессой Леей.
Во время битвы при Эндоре «Тысячелетний сокол» был поставлен во главе флота Альянса как флагман, управляемый Лэндо Калриссианом и суллустианцем Ниеном Нунбом за заслуги участия в битве Таанаб. После уничтожения ядра второй Звезды смерти корабль чуть не сгорел от взрыва, но в самую последнюю секунду успел покинуть шахту. По окончании войны с империей «Тысячелетний сокол» был закреплён за Соло как награда за его героизм.
Спустя 30 лет после битвы на Эндоре оказывается, что «Тысячелетний сокол» угоняли несколько раз, после чего корабль оказался у владельца барахолки на планете Джакку, который внёс ещё несколько модификаций, в частности установив компрессор на гипердвигатель. После нападения Первого ордена, штурмовики которого разыскивали дроида BB-8 с секретными координатами пропавшего Люка Скайуокера, «Сокол» оказывается под управлением Рей и Финна, которые скрывали того самого нужного ордену дроида. Позже их находят Хан Соло и Чубакка, которые тут же возвращают себе корабль, на котором все четверо спасаются от наёмников, отправившись на базу повстанцев. На «Тысячелетнем соколе» они потом пробиваются в переоборудованную в супероружие планету Старкиллер, чтобы отключить её щиты и уничтожить. Там Соло погибает от светового меча Кайло Рена, своего сына. После удачного исполнения плана, капитаном корабля становится Рей, а Чубакка — её старпомом.

## Культурное влияние
- Джосс Уидон называет корабль в качестве одного из двух основных источников вдохновения для его телевизионного шоу Светлячок (Firefly)[5]. Отсылки к кораблю в различных формах появляются в целом ряде художественных фильмов[6] и манги[7].
- Модели корабля, в том числе в виде игрушек-трансформеров, выпускались большинством известных компаний-производителей; также модель корабля в виде конструктора выпускалась компанией Lego[8][9].
- В 2010 году фирма Adidas выпустила серию кроссовок, вдохновлённых «Тысячелетним соколом», в рамках кампании Adidas Originals Star Wars[10].
- Компания SpaceX утверждает, что выпускаемая ею серия ракет-носителей Falcon (рус. «Сокол») была названа в честь этого корабля[11].
- В 2012 году рэп-группа Dope D.O.D. выпустила трек «Millenium Falcon».[значимость факта?]

## Интересные факты
- 31 августа 2017 года «Тысячелетний сокол» стал самым большим набором в истории LEGO, он включает в себя 7541 деталь[12]. Ранее самым «крупным» набор считался Тадж-Махал, состоящий из 5922 детали. Предыдущий «Тысячелетний сокол» (2007 года) содержал 5197 деталей.